# OFD Ostfriesischer Flugdienst
Der Ostfriesische Flugdienst (kurz OFD) ist eine deutsche Regionalfluggesellschaft mit Sitz in Emden und Basis auf dem Flugplatz Emden. Sie ist eine Tochtergesellschaft der Reederei AG Ems und wurde 2011 aus der ehemaligen OLT Express abgespalten.

## Geschichte
Der Ursprung der OFD liegt mit der von Jan Jakobs Janssen und Martin Dekker gegründeten Ostfriesische Lufttaxi – Dekker und Janssen OHG im Jahre 1958. Als diese Gesellschaft 1974 ihren Seebäder- und Regionalflugverkehr trennte, wurde die Küstenfliegerei von der neugegründeten OLT Ostfriesische Lufttransport GmbH fortgeführt, wenngleich auch diese Gesellschaft über die Zeit wieder in den deutschlandweiten Regionalflugverkehr einstieg und schließlich 2011 von der inzwischen insolventen polnischen Amber Gold übernommen wurde. Erneut fand eine Aufspaltung statt und im Zuge dessen verblieb die Sparte Inselflug bei der AG Ems als vorherige OLT-Inhaberin; der Küstenflug wird von ihr unter dem jetzigen Namen OFD Ostfriesischer-Flug-Dienst GmbH weitergeführt.
Am 18. September 2013 landeten nach 14-tägiger Überführung unter der Leitung von Jim Hazelton zwei Britten-Norman BN-2 Islander auf dem Verkehrslandeplatz Bremerhaven-Luneort. Diese wurden von der OFD in Neuseeland gekauft.
Seit April 2025 sollten drei Maschinen des Typs Tecnam P2006T die ausgemusterten BN-2 ersetzen. Allerdings verzögern sich die Zulassungen durch das Luftfahrt-Bundesamt, so dass seit 24. April 2025 keine Flüge nach Helgoland mehr durchgeführt werden.

## Flugziele
OFD führt Linienflüge vom Flugplatz Emden zum Flugplatz Borkum sowie vom Flugplatz Nordholz-Spieka (vorher Flughafen Cuxhaven/Nordholz), Flugplatz Heide-Büsum und Flugplatz Uetersen/Heist zum Flugplatz Helgoland-Düne durch. Zudem werden Rund- und Charterflüge sowie Inselhopping, Tagesflüge sowie Kartierungs- und Umweltflüge angeboten.

## Flotte

### Aktuelle Flotte

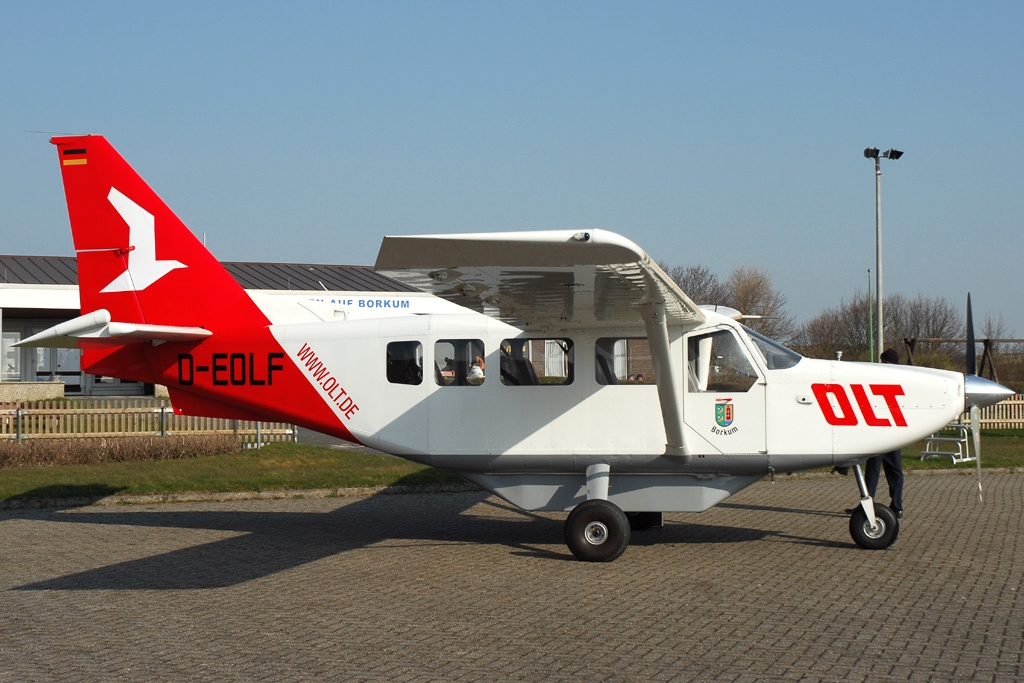
Gippsland GA-8 Airvan der OFD

Mit Stand Juni 2025 besteht die Flotte der OFD aus vier Flugzeugen:
| Flugzeugtyp        | Anzahl | bestellt | Anmerkungen                                          | Sitzplätze |
| ------------------ | ------ | -------- | ---------------------------------------------------- | ---------- |
| Gippsland Airvan 8 | 1      |          |                                                      | 6          |
| Tecnam P2006T      | 3      |          | derzeit keine Zulassung durch das Luftfahrtbundesamt | ?          |
| Gesamt             | 4      | –        |                                                      |            |

### Ehemalige Flugzeugtypen
- Britten-Norman BN-2 Islander
- Cessna 172
- Piper Seneca II